# Bogny-sur-Meuse
Bogny-sur-Meuse – miejscowość i gmina we Francji, w regionie Grand Est, w departamencie Ardeny.
Według danych na rok 1990 gminę zamieszkiwało 5981 osób, a gęstość zaludnienia wynosiła 258 osób/km².

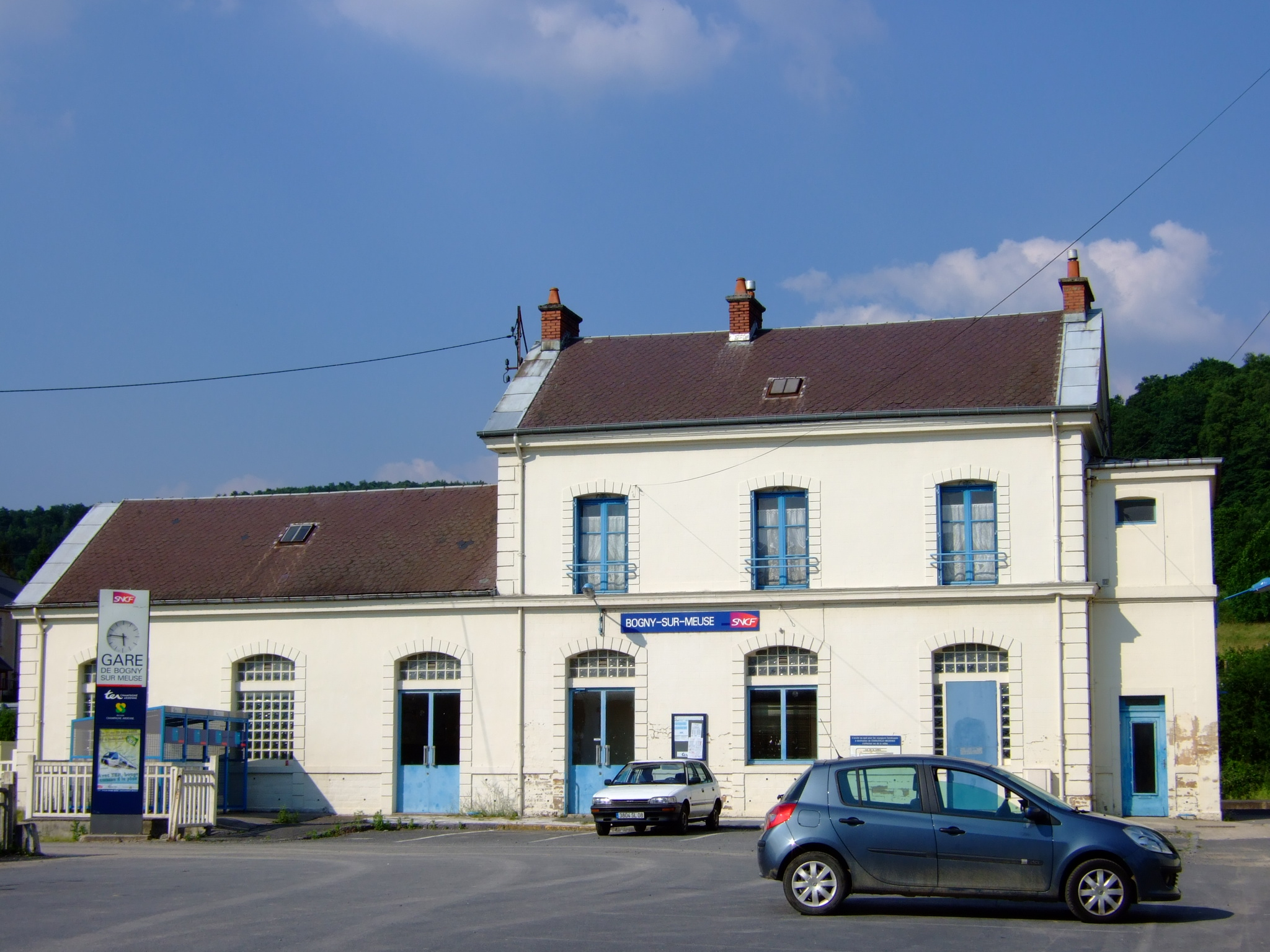
Stacja kolejowa w Bogny-sur-Meuse, 2008
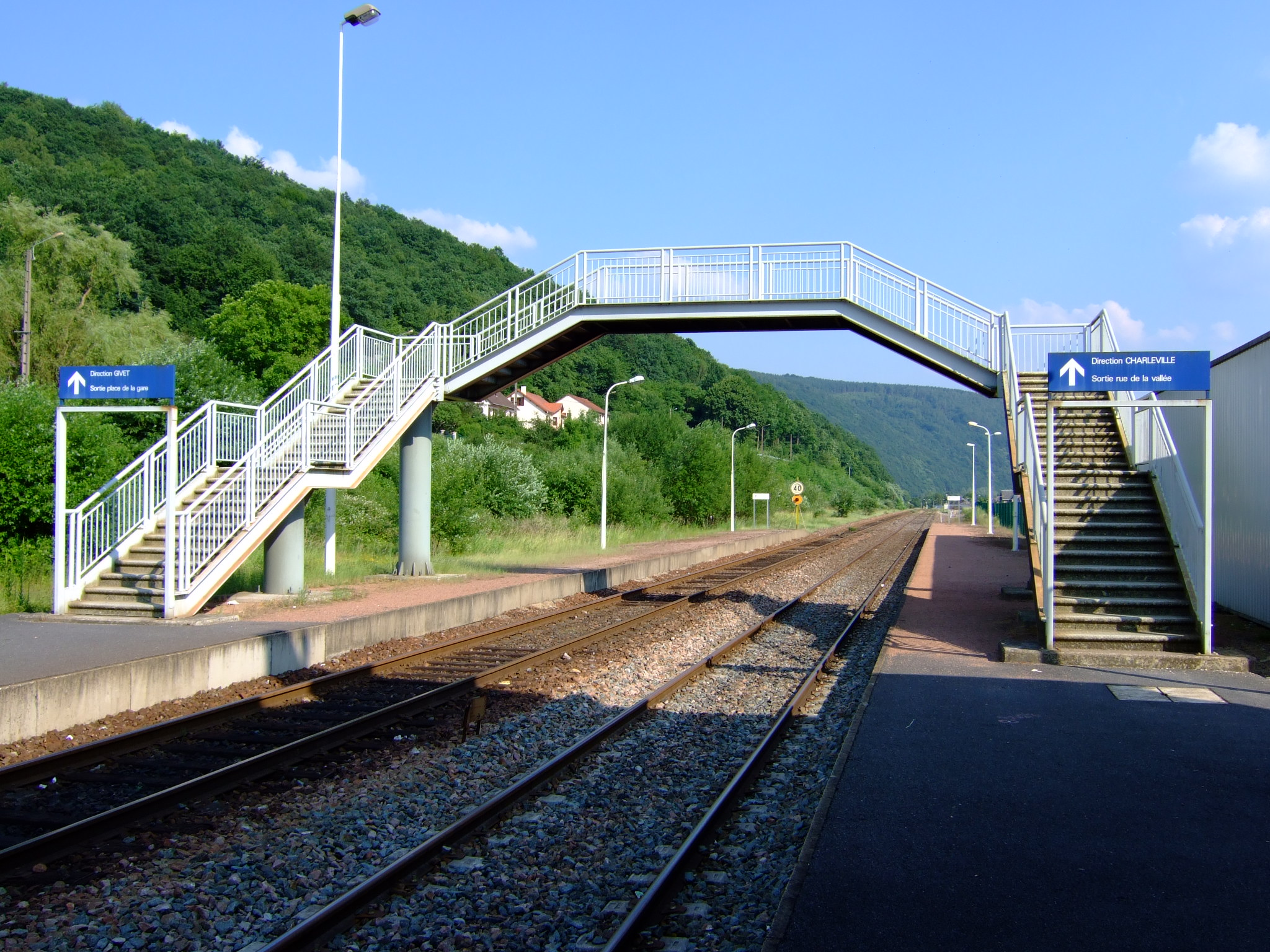
Stacja kolejowa w Bogny-sur-Meuse, 2008